# 吉本興業福岡支社
吉本興業福岡支社（よしもとこうぎょうふくおかししゃ）は、持株会社である吉本興業ホールディングス傘下の芸能プロダクション・プロモーター・テレビ番組制作プロダクションである吉本興業の福岡支社。

## 歴史
1989年に発足。初代の所長は当時明石家さんまのマネージャーだった吉田武司（現・鳴門市文化会館館長）。1990年にテレビ西日本で放送された吉本興業主催オーディション「第1回激辛!?お笑いめんたい子」で第1期所属芸人を選抜し、優勝した「ター坊ケン坊」（カンニング竹山とケン坊田中のコンビ）のほか、オーディションに参加していた鶴屋華丸・亀屋大吉（博多華丸・大吉）、コンバット満、ひらきさんしん（廃業）、ワコール青木（現・立川談慶）の7名が、第1期生として所属となった。
事務所開き直後は福岡県博多区築港に当時存在した「博多温泉劇場」を借り、大阪吉本から未知やすえ、浅香あき恵、大木こだま・ひびき、今いくよ・くるよ、チャーリー浜らが度々出演していた。当初は福岡市中央区舞鶴の雑居ビルに事務所を構え、その後博多区博多駅センタービル内「吉本111劇場」に移転したが、同劇場閉鎖後は博多区中洲のツイン・Kビル内に事務所を置く。
札幌吉本、名古屋よしもと（吉本東海）、広島吉本などの地方支社・事務所の中で、福岡吉本が一番所属芸人数が多い。原則として新人は漫才・コントなどのネタ活動からタレント活動を始め、その後の展開はさまざまで、ネタ活動をメインとする者、福岡をはじめ九州各県のローカル放送で司会やレポーターなどのパーソナリティー活動にも携わる者などがいる。
東京に進出し全国区での活動を目指す者もおり、地方吉本で唯一、M-1チャンピオン（パンクブーブー）とR-1チャンピオン（博多華丸）の両者を輩出する。
2018年には、過去に吉本新喜劇で副座長の経験を持つ寿一実を座長とする『九州新喜劇』を立ち上げた。

## 概要
劇場をはじめとした各所でのライブ、福岡ローカルのテレビ・ラジオ放送出演、その他の芸能事業を展開するほか、他の吉本支社・地方事務所の企画で九州地区で行われる芸能事業のプロモートにも関わる。年1回ペースのオーディションで所属タレントを選抜していたが、2018年に福岡NSCが誕生した。
ほとんどの者が九州各県出身者であるが、大阪・東京のNSC出身者もいる。
ワタナベエンターテインメント九州事業本部と友好的な関係にあり、キャナルシティ博多にて両事務所の合同賞レース「キャナル-1グランプリ」を主催する。

## 福岡吉本常設劇場
事務所開設後、長らく常設劇場が無かったが、1999年に博多駅横の博多駅交通センタービルにて「吉本111劇場」をオープンさせ、同劇場とコラボレートした130Rメインの番組「吉本111-130R」（TVQ九州放送）も放送していた。
吉本111劇場は「吉本ゴールデン劇場」と改称後、2003年に閉鎖された。その後はBUZZ（天神ACB地下）を経て、ビブレホール、イムズホール（いずれも福岡市中央区）、博多リバレインホール（福岡市博多区）など、既設の貸しホールでのライブ・イベントを開催していたが、2012年に当時吉本グループが運営に関わっていたあるあるCity（北九州市小倉北区）7階に「あるあるYY劇場」をオープンさせ、吉本があるあるCityの運営から撤退する2015年末までテレビ番組やラジオ番組の収録などが行われた。
あるあるCityからの撤退後は、2018年に既設のビブレホールを正式な常設劇場とし、よしもとエリアアクションが運営する「よしもと天神ビブレホール」としてリニューアルオープンしたものの、天神地区の再開発事業「天神ビッグバン」の一環で、入居する天神ビブレが2020年2月11日に閉店することに伴い、ビブレホールも同日に閉館となった。
2020年7月31日、E・ZO FUKUOKA（福岡PayPayドームに隣接）内に、新規常設劇場となる「よしもと福岡 大和証券/CONNECT劇場（現：よしもと福岡 ダイワファンドラップ劇場）」がオープンした。

## ライブ

### 定期ライブ
- 福岡よしもと総出演ライブ(月1回)
寿一実、コンバット満、田中健二、高田課長などのベテラン勢からレモンティー、メガモッツなど中堅〜若手までの総出演ライブ。
置きチケットでも購入できる。発券されたうちの一定数がチケットサイトやプレイガイドよりも出演する芸人に優先的にくじ引きで配分される。各出演者はブログ・ツイッター・ミクシイなどを通じて持ち分のチケットの整理番号と置きチケットの受付を告知する。希望者は自分の好きな芸人などに申し込み承諾を得て当日受付で前売り価格でライブ当日チケットを受け取る。一桁台等の入手困難な良番を入手しやすい全国的にも珍しいライブである[注 7]。この方法は同事務所所属芸人メインの各種ライブでも採用されている。
- とうきょう・おおさかマシマシライブ
月2回開催される東京・大阪の若手芸人3組と共演する。
- ハリガネライブ (毎週木曜日 2018年9月～)
ネタとコーナーの90分ライブ。先月のバリカタライブの上位5組が出場する。投票数上位3組が東京・大阪芸人と共演出来るマシマシライブの出演が可能。
- バリカタライブ（毎月4週目日曜日。2018年9月～）
前月のカタメンライブ出演者から上位10組＋ハリガネライブ出演の5組が出場する。投票総数の多かった上位5組は来月のハリガネライブに出演出来る。
- カタメンライブ（毎週木・金曜日。2018年9月〜）
若手芸人(NSC生含む)がネタを上演する。観客投票で順位を決める。ポイント合計上位10組は翌月のバリカタライブに出場できる。
- レモンティーのネタ（毎月1回）
レモンティーとMCのショウきん他中堅・若手コンビの4組が漫才、コントを披露(レモンティーは新ネタ)。
- だんごばーなの集い
だんごばーな主催のライブ。だんごばーな他若手芸人5組ほど出演。

### 単独ライブ
- ヒラコウチ・ひとつ屋根の下合同単独ライブ～ヒラコウチ単独ライブ「ソロコウチ」・ひとつ屋根の下単独ライブ「新築祝い」（2014/1/13 あるあるYY）メガモッツ、安藤陸
- スリーナイン/脱（2013/12/28 ビブレ） メタルラック
- トリテン1Hソロライブトリツー（2013/12/28 ビブレ）トリテン、にわか、大正丸、小中克則、ひとつ屋根の下
- メガモッツの『1回目』（2013/8/11 ビブレ）
- レモンティー単独漫才ライブローカルスター（2013/7/21, 2012/3/18, 2010/10/10 あじび）
- どんぴしゃ単独ライブ『SATORI』（2013/6/16 あじび）
- トリテン1Hソロライブ『TORI～トリワン～』（2013/5/18 ビブレ）
- ルームメイト単独ライブ～101号室～（2012/1/28 ビブレ）
- パタパタママの福岡よしもとファイナル公演～上京のご挨拶と代えさせていただきます～（2011/3/27 あじび）

### 営業系
- 万葉の湯お笑い道場
博多区温泉施設内のステージで開催。温泉入場者無料。

## 主な所属タレント
- 田中健二（旧芸名：ケン坊田中）
- 高田課長
- ダイノジ（大地洋輔、大谷ノブ彦）
- いっちゃく先生
- サカイスト（伝ペー、まさよし）
- メガモッツ（中川どっぺる、池内祐介）
- レモンティー（山田ドゥ、あべてつあき）
- 安井政史
- ツジカオルコ
- 気になるあの娘（にわか片山、ぬま水沼、カイト丸山）
- ヤスコウチナオヤ
- 田口恭平
- カイキンショウ（カイラ、ショウきん）
- パグ（はじめちゃん、黒木マブダチ）
- だいかん。
- 野田かつひこ （ミュージシャン）
- 森本好香 （タレント）
- 服部さやか （タレント）
- はじめちゃん
- おのうえちえ
- 月亭太遊　＊エージェント契約
- 別府あゆみ （俳優）
- しゃかりき（光、ヒロ）
- 松下笑一
- イワ・イワタ
- 鶴田りさ（俳優）
- 坪根里紗（俳優）

### 福岡NSC出身者
- ザ・ローリングモンキー（ムサシ、カツキ）
- カーネギー（松相遼、さわとおる）
- 神速エール（福澤、西村こうし）
- 中村圭太
- ベングルー （豊嶋修平、篠原）
- 出目金（あつし、橋本康平）
- かいせい
- アオヤマ
- むなかったん（あらた、原ノコシ）
- オガタタカチカ
- TOMOHIRO
- メリコンドル（神宮聖也、うっちーばーば）
- こうざき
- フルハウス（河野友哉、山田流世）
- パフェ（津野匠郎、ハヤサカ）
- やきそば
- 鯉雲（つばき、文志楼）
- 太宰（てつ、あやむ）
- かば鴉（イースト亮次郎、大幸）
- おいたん
- 白石つよし
- やまんば（青山ゐくや、航大）
- 喜喜かいばしら（マウンテン、ぶんぶん）
- パスタとパスタ（ふぢわら、まなべ）
- ファビュラス・ナカムタ
- とだみ
- 竕（森尾充、はまじ）
- ごまサバ（ゴウイチ。、パワフルけいこ）
- 金曜ギャル（たつや、大河）
- 超蝶効果（シャナゾウ、彼方）
- エピローグ（なんちゃん、西澤遼平）
- コルダード（座間徹平、田代開）
- 8888（神子、米田昌弘）
- プテラノドンごろう
- 超人パンダ（かわむら、しん）
- TO5（渡辺まさる、ふくべぇ）
- 夜空ノムコウ（やっちゃえスマ男、カイメイ王子）
- ラブちゃん
- せーまる
- ストロベリーかずき
- ノンフィクション比企
- ぬのやよしたか
- めそ
- 由希也
- 金歯
- こまっちゃん

### あなたの街に住みますプロジェクト
- 山田だびんち（元ぶんぶん丸）：福岡県
- マサル：福岡県
- メタルラック（ノッポノナカ、美意識タカシ）：佐賀県
- ひのひかり智：佐賀県
- 長崎亭キヨちゃんぽん ：長崎県
- もっこすファイヤー（のりを、たく）：熊本県
- 野良レンジャー（竹尾悠兵、首藤将太）：大分県
- 嫁恐竜（佐藤利洋、戸波雄輔）：宮崎県
- チキンナンゴー（ぶぎー、山下翔太）：宮崎県
- キカンタレ：鹿児島県
- パイナップルつばさ：鹿児島県

## 福岡よしもと出身の芸人

### 東京吉本で活動
- 博多華丸・大吉
- パンクブーブー
- バッドボーイズ
- どりあんず
- 初恋タロー
- キャッチ!!（旧名・catch!）(解散)ばっしーのみ もぐもぐピーナッツで活動中
- 桃組（解散）その後大谷が、「大谷健太」名義でR1ぐらんぷり2020にて準優勝を果たす。
- プー&ムー
- パタパタママ
- 小川恵夢
- 奥口•B•裕也
- バトル・オブ・シバトウ（旧名・柴藤義希）
- おがぴ（イッカク）（旧名・緒方貴志→中洲のJIN→高島市長）
- ホンダエビバーディー（旧名・ホンダマサユキ）
- スクラップス（ヨシオちゃん、サン北川、安藤陸）
- 男気サトシ
- わっしょい☆田中
- イシイ・シュウ
- 松咲四葉（大阪吉本へ移籍）

### 吉本興業以外で活動
- 竹山隆範（=カンニング竹山。現・サンミュージック）
- 立川談慶（旧名・ワコール青木）
- ヒロシ（サンミュージック→現・ヒロシコーポレーション）
- スパローズ（現・浅井企画）
- 愛奴人形姫子
- すなを

### 過去の所属者
- あかみねとんぼ（元モンスターズ 、どんぴしゃ）
- 秋重吉克
- アタッチメント22
- アメリカンパンクロック（まつのは現：初恋タローのこうすけ）
- あり8
- アルクザルク（M-1甲子園に出場後に所属）
- 鮎川貴之（歌舞伎町にてカリスマホスト「頼朝」に従事しシャンパンコールを世に広めた立役者の一人）
- アンダースロー安藤直也（山田ドゥ(ヤマドゥ)の以前の相方）
- 家村誠（たいすけと 泰誠工学として活動）
- 生光
- 石原ヨシオカ（スウィートキャンディ、さんぽみちののちにピン芸人）
- 井上としお
- IMASOKARI仲上昌宏（池内祐介の以前の相方）
- Ｓ＆Ｍ
- エコタウン
- 小野かほる
- 鳳（後にワタナベ九州におりがみのコンビ名で所属し、その後解散）
- カイバシラ
- カイワレダイコン
- かおる・みゆき（天才・たけしの元気が出るテレビ!!のコーナー「高校生お笑い甲子園」に九州地区予選にチェチェコリーとして出場経験あり）
- 桂きん太郎
- カブトムシ
- 蒲池研斗（元カリブカイ→にほんじる）
- カレラ（大谷健太が「桃組」を結成する前のコンビ）
- 神田晋作（現在はフリー）
- 菊原光一
- 機動戦士リウンズ
- きどゆういち
- 君波飛鳥
- 串間あつじ
- 倉掛英之
- グラスプみっつ（＝元田光明、相方はハンサム松崎）
- クレヨン（後に福井県住みます芸人）
- 劇団ひまわり
- 寿一実（九州新喜劇座長、2023年5月5日死去）
- コンバット満（現在はフリーランスとして活動）
- 斉藤たくみ（元バリカタ）
- 坂本健一郎
- さぬい
- サボテン
- ジーニアス
- シベリア文太 (旧名・越後屋文太。一時指導係として在籍の後、現在は大阪吉本に出戻っている）
- 島津喜晴(元ジンジン(相方 ターザン(永福)元アトム(相方 カイラ)) )
- 下田漁船（元カリブカイ→カリブの芸術）
- スーパーサブまっつん
- スーパーワン内山範彦（相方は福岡を拠点にピン芸人として活動している「マサル」）
- スリーナイン藤敏孝（相方は現：ショウきんの金田）
- 新垣康（元ミドリ天使、相方は柴田夏輝）
- ターザン（島津喜晴とのコンビ、傷跡ジンジン(ジンジン)として活動。その後手相芸人としてよしもと漫才劇場で活動していたが引退）
- たいすけ。（泰誠工学、アバウト、ザボンで、相方はそれぞれ家村誠、だいかん。、はじめちゃん）

- たかしひでき
- 田丸潤（ホンダとのコンビ　ハネマンで活動）
- ダンクス
- だんごばーな（まるおとジョージはフリーの司会者として活動中。）
- チョコ玉たけし
- 津川正太郎
- つだつよし（退社後は大分県で活動中）
- ティーチャーズ山崎鷹彦（相方 松延(カイラ)当時は福岡教育大学の学生）
- トリニティ服部佑紀（相方 ヤスコウチナオヤ）
- ドロップキッククボタ（エッグボール）
- 中野泰秀（元ななうみ）
- のぼせもん（ワタナベ九州に所属していたノボせもんとは別コンビ）
- ハイライト
- ぱぴゅーん
- パルハウス松村（小中(後の満栄丸)とのコンビで活動）
- バレッタ上荒磯勇（黒瀬純（現：パンクブーブー）とのコンビで活動。現在はNBCラジオのパーソナリティ）
- ハンサム松崎（グラスプ解散の後ピン芸人として在籍後、放送作家に転身）
- ハンマハンマ
- ぴっくあっぷ
- 平川高志（スポット、クッキーズ(池内祐介)、ヒラコウチ(ヤスコウチナオヤ)とのコンビで活動）
- ひらきさんしん（引退）
- ヒロシマハジメ
- ひやけのジョー（2016年R-1ぐらんぷりHPにて記載。主にオーディションライブに出演していた。）
- フーシャオ飯店
- 藤岡佑将（元ミルクコーヒー(大脇睦(まるお))、空中ズボン井上大輔(ジャガ)とのコンビで活動）
- フクオカモモコ（元カリブカイ）
- ふじわらくん
- ブラックモンキー
- フリークザグッド中村太一郎(阿部哲陽とのコンビで活動)
- ぺいいち
- ベイビーズ友納一彦（斉藤健一（後のヒロシに改名）とのコンビで活動）
- マイクロバス
- 松田貢児（旧名・松田キビキビ。現在は気象予報士に転身）
- マントヒラリ
- ミニカーしょう
- ミラクルズ
- ミルキィなお（旧名・西依奈起。現在はダイヤモンドスマイル伝道師として活動）
- メイン球団（たいち・こーじ）2人とも家業を継いでいる。
- メルシー☆前山(コトダマ 安藤陸とのコンビで活動 旧名アイスメイカー)
- モッシュピット小野(後にバンカーショットとなる柴藤とコンビで活動)
- 諸石恭志（ばんぺいゆ はじめちゃんとのコンビ）
- 山本ケイイチ
- ヤンガース(大正丸と小中(満栄丸)のコンビ)
- ゆきを(後にバンカーショットとなるすなをと｢ゆきをとすなを｣として活動。)
- 4t
- リアルけん玉
- いまどき
- リバーシブル
- ルーム#13
- レオナルド（現在は「レオナルドハウス」というチャンネル名でYouTuberとして活動）
- ロマンス富士山(ヤマドゥとのコンビ　ドゥザロマンスで活動)
- ロンティーン退社後もm-1グランプリに出場
- ワコール青木（現在は落語立川流の立川談慶として活動）
- ワンダフルラビット

など

## 福岡よしもと関連のタレント中心で構成された番組
放送中
- 華丸・大吉のなんしようと?（TNC、金曜 19:00 - 20:00）- 博多華丸・大吉
- 福岡よしもと ハナ金劇場（fm fukuoka、金曜 21:00 - 21:55） - ショウきん・とらんじっと

放送終了
- このへん!!トラベラー （FBS、月曜深夜、2009年5月 - 2012年9月）
- モーニングミント（TNC）
- 華丸・大吉の鉄腕ももち（TNC）
- Doの夜はとことん（TNC）

番組開始当初は村上ショージら大阪本社の所属タレントが司会を務めた。『Do』は村上のネタ「ドゥーン!」から。2年目には村上が抜け、華丸・大吉司会の『夜はとことん』にリニューアル。1993年春改編で平日深夜から日曜午前に引っ越し『とことんサンデー』となった。
- とことんサンデー（TNC）
- Hi-Ho!→Hi-Ho!2→Hi-Ho!3（TNC）
- 吉本111-130R（TVQ）

1999年当時、130Rの2人が福岡にマンションを借り毎週出演していた。しかし、この番組の為に人気番組だった「吉本超合金」を打ち切った事でファンからの苦情・抗議が殺到した為に、番組は4ヶ月という短命で終了した。
- ふとっぱら（TNC）
- しんや君（TNC）
- バクタレ!（FBS）
- あるあるCity ドリーム☆レディオ（fm fukuoka、2013年4月 - 2014年3月）
- サカイストのブラザー・ブラザー（KBCラジオ、2018年4月 - 2020年3月15日）- サカイスト
- 福岡よしもと エモメンラジオ（fm fukuoka、2019年4月 - 2020年3月） - ショウきん・カーネギー
- よしもとRadio バリカタ!!（RKBラジオ、2012年10月9日 - 2020年9月24日）- メガモッツ
- 福岡よしもと ショウきん・とらんじっとのNight Routine（fm fukuoka、2020年4月 - 2021年3月） - ショウきん・とらんじっと
- よしもと天神一丁目!（RKBテレビ、木曜 24:55 - 25:25）- マサル・メタルラック